# Johannes de Monte-Snyder
Johannes de Monte-Snyder  ou Johannes Mondschneider, (aprox. 1625-1670)  foi uma das figuras mais deslumbrantes da história da alquimia séc. XVI. Considerado como sofista e como mestre iluminado, algumas das transmutações mais bem documentadas do séc. XVI vêm dele. 

## Vida
Os dados relativos à vida deste alquimista alemão são um tanto escassos. Como um tanto daquilo que é sabido dá margem a dupla interpretação, como por exemplo, alguns autores acreditam que seu nome não era Johann ou Johannes e sim Joseph. [Schmieder] diz que, embora, aparentemente holandês, seu nome era Mondschneider, e que ele era natural do Palatinado (alemão). Outros afirmam que Monte-Snyder era neto materno de Levinus Lenmius (1505-1568), professor em medicina em Leuven e autor da famosa obra “fuo de occultis natura: rairaculis doeet” e que o ensinara a tintura com a qual realizou várias transmutações.  A vida e ascensão de Monte-Snyder, como escreveu J J Bechert, num comentário às suas Obras, publicado em 1726, permaneceram misteriosas, “parece ter sido um hermetista e uma personagem fictício de existência real”. A sua existência entratando pode ser atesta pelas obras que deixou: “"De medicina universali"” (1662) e “"Metamorphosis Planetarum"” (1663). 
Graças ao seu conhecimento e, devido às várias transmutações que realizou em público, Monte-Snyder, adquiriu fama e ficou conhecido em toda a Europa. Ele tornara-se um dos alquimistas favoritos de Newton, que foi um daqueles que muito trabalho teve para entender suas complexidades  e a quem o autor escreveu um manuscrito de 5.000 palavras intitulado “Commentatio de Pharmaco Catholico”, em latim. Newton também possuía, da autoria de Monte-Smyer, uma transcrição autografada de “The Metamorphosis of the Planets”. E fora o mesmo Newton quem traduziu, de próprio punho, para o inglês, o tratado da “medicina universal”. Outros autores que foram influenciados por Monte-Snyder, foram Julius Evola, que tinha predileção por seus escritos,  o marquês de Pietraforte, Massimiliano Palombara, que, eu seu livro “Porta alquímica”, serve-se dos signos planetários do “De pharmaco Universale”, de Monte-Snyder.
Sua fama espalhou-se tanto que o imperador Leopoldo I,  em 1660, convidou-o a visitá-lo em Viena. Segundo Adam McLean, na corte de Viena ele realizou na presença do imperador e, à vista de todos, uma transmutação de chumbo em ouro, a exemplo daquela que realizou o alquimista Johann Konrad Richthausen, em 1648 em Praga em frente ao imperador Ferdinando III, ou a que realizou Wenzel Seiler em 1677. Lembrando que uma das mais notáveis transmutações, segundo Goossen van Vreeswyk, de Monte-Snyder, ele a realizou em Aix-la-Chapelle (Aachen), em 1667, em presença de Guilherme, ourives e o mestre da casa da moeda naquela cidade. Naquela ocasião Monte-Snyder produziu ouro de excelente qualidade a partir do chumbo e do cobre. Essa era a alquimia barroca tardia cuja maior característica foi a transmutação pública. Diz-se que Monte-Snyder dedicou toda a sua vida à causa dos pobres. Segundo fontes, depois de algum tempo, ele morreu em Mainz, em 1670, na pobreza.  . 

## A época de Monte-Snyder
Outra característica desta época, final do séc. XVII, foi o interesse dos Habsburgos pelas ciências ocultas e especialmente pela alquimia. Alguns destes nobres e imperadores estavam diretamente envolvidos com esta arte, como era o caso de Rodolfo II, como também Maximiliano I, Ferdinando III e Leopoldo I que mantinham relações e patrocinavam vários destes alquimistas, como foi o caso de Monte-Snyder, do ex-monge agostiniano Wenzel Seiler, do economista-alquimista Johann Joachim Becher, do intrigante e controverso Domenico Caetano, auto-intitulado “Conde Ruggiero”, como também fora o caso de Joannes Frederic von Rain, de Martin Ruland, o Velho, de Martin Ruland, o Jovem, etc. 

## A porta de Palombara
Trata-se de uma obra de arte erguida, também chamada de Porta Magica criada em 1680, pelo conde Massimiliano Palombara, no jardim romano de Palombara e que carrega uma pedra portal com um emblema da alegoria alquímica de Henricus Madathanus, “Aureum Seculum Redivivum”, de 1621. A porta traz em seu frontispício a seguinte inscrição: “com certeza eu sei que dentro das entranhas do corvo acima existe uma pomba branca e pura”. 
Em seus emblemas ela se distingue pelos inúmeros traços esotéricos e alquímicos que possui. Ela é ladeada por insígnias alquímicas e várias inscrições latinas que descrevem o processo alquímico. Os sete sinais são tirados do “Chymica vannus-Commentatio de pharmaco catholico” (Amsterdã 1666), de Johannes de Monte-Snyder, e estão em sequência: Saturno (chumbo), Júpiter (estanho), Marte (ferro), Vênus (bronze), Mercúrio, Antimônio e Vitriol.  A porta ainda pode ser vista na Praça Vitor Emanuel II, em Roma. 

## Obra
A atribuição de toda a obra a Johannes de Monte-Snyder é arbitrária, segundo a opinião de John Ferguson (Bibliotheca Chemica – Londres 1954). 
- Folheto. Publicado em Ulm, em 1680, por Johannes de Monte-Snyder com o título: Explicatio Centri in Trigono Centri per Somnium - Das ist: Erläuterung dess Hermetischen Güldenen Fluss. O texto contém cinco partes, primeiro um Aenigma Cabalisticum, depois o explicatio centri in trigono centri e depois dois comentários alquímicos sobre as operações no Opus Philosophicum escritas por "dem Löwen dess Rothen Creutzes". O último foi um texto sobre medicina astronômica, sobre como curar doenças através da mediação das estrelas. O explicatio descreve a fusão dos triângulos ascendentes e descendentes representando o fogo filosófico e a água filosófica e é contemporâneo do surgimento da Porta Mágica, mas, desapontadoramente, não lança mais luz sobre a iniciativa de Palombara.
- Metamorphosis Planetarum ("Metamorfose dos Planetas"). por Johannes de Monte-Snyder; [12]
  - Este trabalho contém uma das maiores alegorias alquímicas, que é imensamente popular e muitos lutaram para entender suas complexidades, incluindo o renomado cientista Isaac Newton. [13] Library of Alchemy. 2015. Editor Philip N Wheeler.2015. Editora CreateSpace Independent Publishing Platform, 2015. 150 página. ISBN: 1511733284, 9781511733281 - De Monte-Snyder, Metamorfose Planetarum. - Esta é uma mudança maravilhosa de planetas e figuras metálicas em sua primeira essência é uma reimpressão inalterada e de alta qualidade da edição original do ano de 1774. EAN: 9783743479166 ISBN: 978-3-7434-7916-6ª
- Chymica vannus-Commentatio de pharmaco catholico (Reconditorium ac reclusorium opulentiae sapiensiae numinis mundi magni, cui deditur in titulum Chrymica vannus). por Iohnannes de Monte-Snyder Latinitate donata por Authorem Chymicæn Vannus, em latim, c. 5,000 palavras, 13 pp. Veja H1378. [14] em Latin. Publicado em Amsterdam: Apud Joannem Janssonium à Waesberge & Elizeum Weyerstraet, anno 1666.
  - Este livro é uma obra-prima da sabedoria hermética de acordo com a mais alta tradição Rosacruz.
- Commentaire sur la Médicine Universalle (Alquimia). Madrid: Ed. Arché, 1977